# Earl Brewster

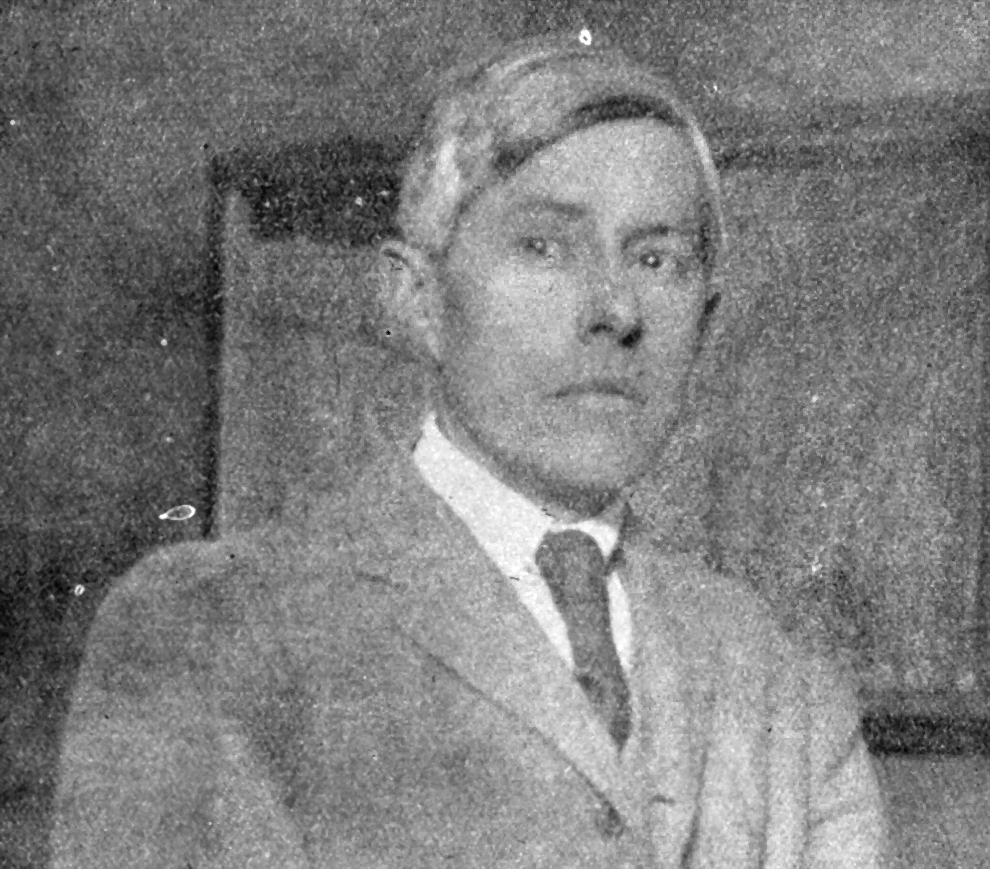
Earl H. Brewster ca. 1928.

Earl Henry Brewster (* 1878 in Chagrin Falls, Ohio; † 1957) war ein US-amerikanischer Maler, Schriftsteller und Gelehrter. Er war mit der Malerin Achsah Barlow Brewster verheiratet.

## Leben
Sein Studium absolvierte er an der Cleveland School of Art und der New York School of Art. Gemeinsam mit seiner Frau lebte er lange Zeit in Indien, wo er sich für den Buddhismus und Vedanta interessierte. Über diese Themen veröffentlichte er mehrere Arbeiten.
Brewster und seine Frau zählten zu ihrem Freundeskreis international viele Persönlichkeiten des politischen und kulturellen Lebens, darunter den indischen Premierminister Jawaharlal Nehru und den Schriftsteller Walter Karig. Eine besonders enge Freundschaft verband ihn mit D. H. Lawrence.

## Werke
- Achsah and Earl Brewster: D. H. Lawrence: Reminiscences and Correspondence. Martin Secker, London 1934.
- Earl H. Brewster and Achsah Barlow Brewster: L’oeuvre de E.H. Brewster et Achsah Barlow Brewster: 32 reproductions en phototypie precedees d'essais autobiographiques. Valori Plastici, Rome 1923.